# Peter Göldner
Peter Göldner (* 9. September 1964) ist ein deutscher ehemaliger Fußballspieler. Für den FC Karl-Marx-Stadt bestritt er 1986 ein Spiel in der DDR-Oberliga, der höchsten Liga im DDR-Fußball.

## Sportliche Laufbahn
Nachdem am Ende der Saison 1982/83 die DDR-Nachwuchsoberliga eingestellt wurde, entließ der FC Karl-Marx-Stadt mehrere seiner Nachwuchsspieler u. a. an den zweitklassigen Ortsnachbarn BSG Motor „Fritz Heckert“ Karl Marx-Stadt. Zu ihnen gehörte der 19-jährige Peter Göldner. In der DDR-Liga spielte Göldner drei Spielzeiten lang und gehörte stets zur Stammelf. Während er 1983/84 im Mittelfeld eingesetzt wurde und mit acht Treffern zweitbester Torschütze der Mannschaft wurde, war er 1984/85 durchgehend Mittelstürmer, erzielte aber nur ein Tor. Bereits am Ende der Spielzeit 1983/84 hatte sich Göldner schwer verletzt, sodass er neun Spieltage lang nicht einsatzfähig war. Auch 1985/86 spielte er wieder als Mittelstürmer und bestritt alle 17 Ligaspiele der Hinrunde. Dabei kam er auf drei Tore. In den drei Spielzeiten bei „Fritz Heckert“ hatte Göldner bei insgesamt 73 Ligaspielen 63 Partien absolviert und zwölf Tore erzielt.
Zur Rückrunde wechselte er zum Oberligisten FC Karl-Marx-Stadt. Er wurde gleich in einem der ersten Testspiele eingesetzt, allerdings auf der für ihn ungewohnten Position als Libero. Anschließend verbrachte er die Saison in der drittklassigen Bezirksligamannschaft FCK II. Am vorletzten Spieltag der Oberliga kam Göldner doch noch zu einem Oberligaeinsatz, als Einwechsler für zwölf Minuten.
Nach diesem misslungenen Versuch schloss sich Göldner zur Saison 1986/87 dem Oberligaabsteiger Sachsenring Zwickau an. Zunächst bestritt er für die Zwickauer zwei Spielzeiten in der DDR-Liga. 1986/87 kam er in den 34 Ligaspielen bedingt durch Verletzungen nur 23-mal zum Einsatz, wurde aber trotzdem mit elf Treffern Torschützenkönig der Mannschaft. 1987/88 fehlte er nur bei einem Punktspiel und war mit zehn Toren erfolgreich. Er wurde wie gewohnt durchgehend als Mittelstürmer aufgeboten. 1988 gelang Sachsenring die Rückkehr in die Oberliga. Unter dem neuen Trainer Udo Schmuck bestritt Göldner zwar 21 Oberligaspiele und schoss zwei Tore, verlor aber seine Stammposition und wurde vielmehr stets wechselnd auf unterschiedlichen Positionen im Angriff und im Mittelfeld aufgeboten. Sachsenring Zwickau konnte sich nur eine Saison lang in der Oberliga halten. In der folgenden Spielzeit 1989/90 übernahm Uwe Pohl als Spielertrainer die Mannschaft und Peter Göldner wieder seine Stammposition als Mittelstürmer. Von den 17 Hinrundenspielen in der DDR-Liga bestritt er 14 Begegnungen und war mit vier Treffern erneut Torschütze.
Als im November 1989 in der DDR im Zuge der Friedlichen Revolution die Grenzen geöffnet wurden, verließ Göldner Sachsenring Zwickau und schloss sich in Niedersachsen dem VfL Wolfsburg an, der zu dieser Zeit in der drittklassigen Oberliga Nord spielte. Dort bestritt er bis zum Saisonende 1990 noch vier Punktspiele, danach tauchte er im höherklassigen Fußball nicht mehr auf.